# Rafinha (ur. 1987)
Rafael dos Santos de Oliveira (ur. 30 czerwca 1987) – brazylijski piłkarz występujący na pozycji napastnika.

## Kariera klubowa
Od 2004 do 2016 roku występował w klubach Nacional, Avispa Fukuoka, Paulista, Juventus, Votoraty, Thespa Kusatsu, Gamba Osaka, Ulsan Hyundai i Yokohama F. Marinos.